# Vidas Marcadas
Vidas Marcadas é uma telenovela brasileira produzida e exibida pela RecordTV entre 20 de setembro de 1973 e 28 de abril de 1974, em 207 capítulos, às 20h30, substituindo Vendaval e sendo substituída por Meu Adorável Mendigo. Escrita por Amaral Gurgel, sob direção de Waldomiro Baroni e direção geral de Waldemar de Moraes. Foi a última novela antes do fechamento do departamento de dramaturgia e da demissão de todo banco de atores à mando de Silvio Santos, na época dono da emissora.
Conta com Laura Cardoso, Hélio Souto, Márcia Real, Astrogildo Filho, Rodolfo Mayer, Carmen Silva, Mário Guimarães e Lia de Aguiar nos papéis principais.

## Enredo
Na juventude, Clara e Afonso foram impedidos de viver o amor pelos pais de ambos, Roberto e Alcides, ex-sócios que romperam em meio a acusações de desfalque. Após 25 anos eles se reencontram em uma situação inusitada: Isabel, filha de Clara, está apaixonada por Lúcio , filho de Afonso, embora Júlio, o outro filho, também dispute a moça, ignorando os sentimentos da ingênua Regina. Clara vive um casamento falido com Guilherme, com quem foi obrigada a se casar para salvar a família das dividas, enquanto Afonso se casou com a possessiva Beatriz. 
O romance de Isabel e Lúcio reacende a rivalidade entre os avós, que fazem de tudo para separá-los, porém Clara e Afonso estão dispostos a não deixar que os filhos tenham o mesmo destino deles, o que acaba os reaproximando para fúria de Beatriz. Ainda há Elizabeth, irmã amargurada de Clara que sempre gostou de Guilherme e sente que as filhas, Gabriela e Vanessa, não são as netas favoritas.

## Elenco
| Ator/Atriz          | Personagem            |
| ------------------- | --------------------- |
| Laura Cardoso       | Clara Monteiro Braga  |
| Hélio Souto         | Afonso Maia           |
| Márcia Real         | Beatriz Assunção Maia |
| Astrogildo Filho    | Guilherme Braga       |
| Rodolfo Mayer       | Roberto Monteiro      |
| Carmen Silva        | Deborah Monteiro      |
| Mário Guimarães     | Alcides Maia          |
| Lia de Aguiar       | Elizabeth Monteiro    |
| Jussara Freire      | Isabel Monteiro Braga |
| Ewerton de Castro   | Lúcio Assunção Maia   |
| Ney Latorraca       | Júlio Assunção Maia   |
| Cléo Ventura        | Regina                |
| Jonas Mello         | Domênico              |
| Wilma de Aguiar     | Yvete                 |
| Edy Cerri           | Edith                 |
| Eugênia de Domênico | Gabriela Monteiro     |
| Suzy Camacho        | Vanessa Monteiro      |
| Fernando Balleroni  | Dr. William           |
| Zodja Pereira       | Cida                  |
| Osmano Cardoso      | Fabiano               |
| Oswaldo Mesquita    | Otto                  |
| Zéluiz Pinho        | Osvaldo               |
| Gervásio Marques    | Daniel                |